# Lobería
Lobería es una ciudad de la provincia de Buenos Aires, muy cerca del mar Argentino. Es la cabecera del partido homónimo. Dista 115 km de la ciudad de Tandil, y 452 km de la ciudad de Buenos Aires, en ambos casos, por la Ruta Provincial 227.

## Historia
Aunque el Partido de Lobería Grande ya había sido creado, según la propuesta del Coronel Narciso del Valle y aprobado por Decreto en 1839, el pueblo propiamente dicho se origina en 1866, cuando se ordena la mensura de cuatro leguas cuadradas, junto con el trazado de manzanas, quintas y chacras.
En 1887 se conformó una comisión para la construcción de edificios públicos y el remate de tierras, lo que derivó en la elección de la primera Comisión Municipal por votación popular 4 años más tarde. La fecha oficial de fundación del pueblo es el 31 de enero de 1891.

## Población
Cuenta con 13,005 habitantes (Indec, 2010), lo que representa un incremento del 6% frente a los 12,199 habitantes (Indec, 2001) del censo anterior.
| Gráfica de evolución demográfica de Lobería entre 1895 y 2010 |
|                                                               |
| Fuentes: INDEC                                                |

## Toponimia
El nombre de la ciudad se debe a la carta que Juan de Garay envió al rey de España en 1582, transmitiéndole su asombro por la existencia de grandes manadas de lobos marinos en la región del actual Cabo Corrientes (Mar del Plata). El partido, creado con anterioridad al pueblo, se denominó Lobería Grande por este hecho, aunque luego el uso lo dejó simplemente como Lobería, nombre que se dio al pueblo en su fundación.

## Figuras reconocidas en Lobería
- Oscar Castellano, expiloto multicampeón de Turismo Carretera en los 80.
- Jonatan Castellano, actual piloto de Turismo Carretera e hijo del anterior.
- Alejandro Barberón, exjugador de futbol profesional que destacó en Independiente, entre otros equipos.

## Turismo
Esta ciudad cuenta con el Museo de Ciencias Naturales Gesué Pedro Noseda del Club de Pesca Lobería.
Lobería cuenta también con el complejo serrano de Tandilia y establecimientos que prestan servicios de Turismo Rural, como así también la localidad de Dos Naciones con un pintoresco almacén de Ramos Generales. Sobre el límite con Necochea, el río Quequén aparece como una opción turística para pescadores, campamentistas y los amantes de los deportes acuáticos. En sus costas, Lobería cuenta con dos desarrollos urbanos en formación, Arenas Verdes, Las Playas de Lobería y Bahía de Los Moros Pueblo de Mar.

## Parroquias de la Iglesia católica en Lobería
| Diócesis  | Mar del Plata             |
| --------- | ------------------------- |
| Parroquia | Nuestra Señora del Carmen |